# Minkrigsflottilj

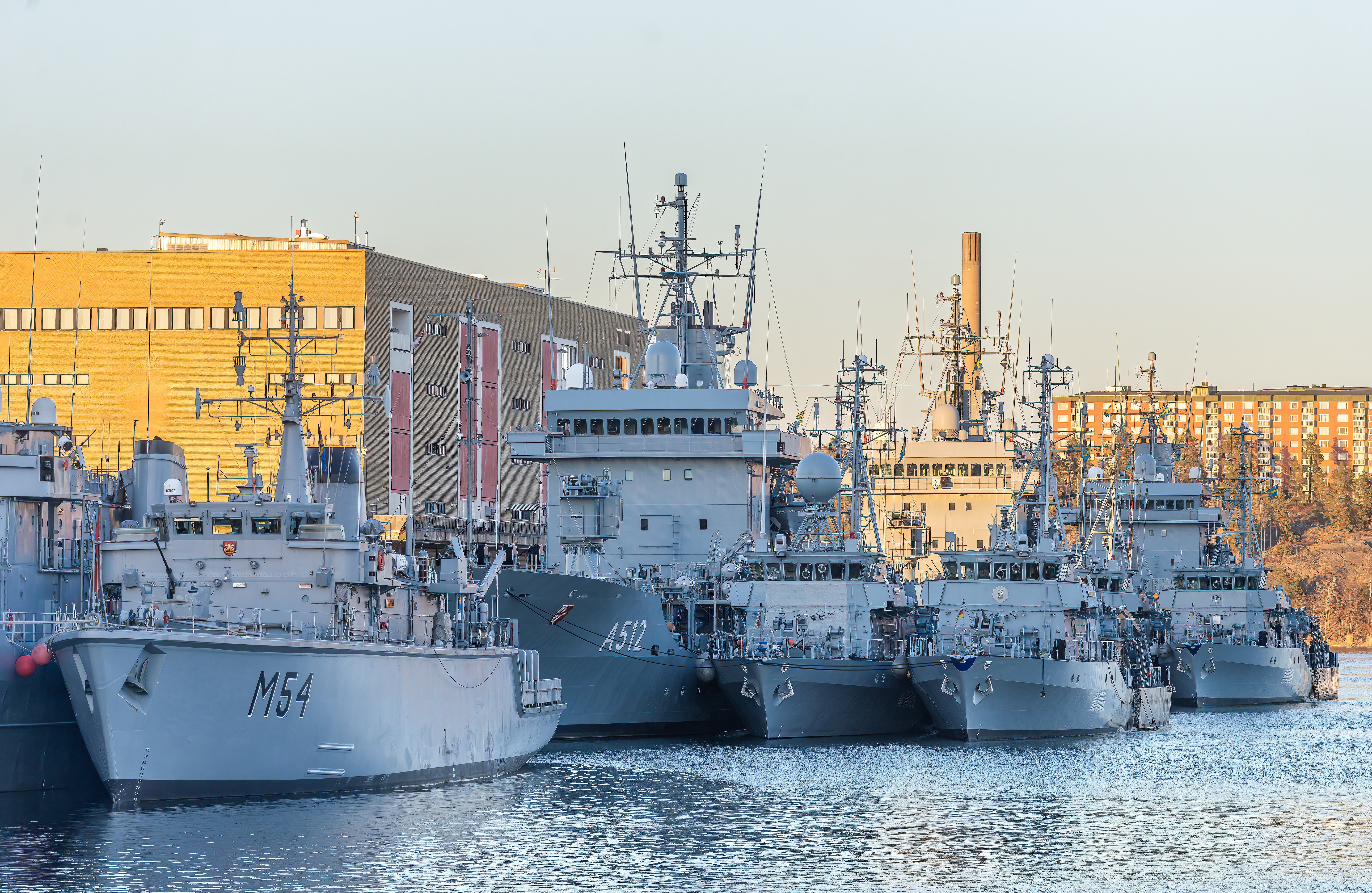
Tyska och baltiska minröjningsfartyg i Stockholms frihamn i samband med en Nato-övning i Östersjön i mars 2022.

Minkrigsflottilj är ett förband av krigsfartyg särskilt avsedda för minläggning och minröjning. Minsvepare, minjaktfartyg, minläggare och stödfartyg ingår. 
I svenska marinen finns numera ingen renodlad minkrigsflottilj, utan minkrigsfartygen ingår i en sjöstridsflottilj.

## Uppgifter
- Minera vatten utanför kust
- Underhålla mineringar
- Röja minor till sjöss